# Барнсвілл (Огайо)
Барнсвілл (англ. Barnesville) — селище (англ. village) в США, в окрузі Бельмонт штату Огайо. Населення — 4008 осіб (2020).

## Географія
Барнсвілл розташований за координатами 39°59′20″ пн. ш. 81°10′21″ зх. д. / 39.98889° пн. ш. 81.17250° зх. д. (39.988942, -81.172519). За даними Бюро перепису населення США в 2010 році селище мало площу 5,06 км², з яких 5,03 км² — суходіл та 0,03 км² — водойми.

## Демографія
Згідно з переписом 2010 року, у селищі мешкали 4193 особи в 1763 домогосподарствах у складі 1114 родин. Густота населення становила 828 осіб/км². Було 2011 помешкання (397/км²).
Расовий склад населення:
| - 97,0 % — білих - 0,9 % — чорних або афроамериканців - 0,3 % — азіатів - 0,1 % — корінних американців |

До двох чи більше рас належало 1,6 %. Частка іспаномовних становила 0,6 % від усіх жителів.
За віковим діапазоном населення розподілялося таким чином: 21,4 % — особи молодші 18 років, 58,1 % — особи у віці 18—64 років, 20,5 % — особи у віці 65 років та старші. Медіана віку мешканця становила 41,4 року. На 100 осіб жіночої статі у селищі припадало 85,9 чоловіків; на 100 жінок у віці від 18 років та старших — 82,2 чоловіків також старших 18 років.
Середній дохід на одне домашнє господарство становив 46 433 долари США (медіана — 35 417), а середній дохід на одну сім'ю — 61 075 доларів (медіана — 57 630). Медіана доходів становила 37 384 долари для чоловіків та 29 973 долари для жінок. За межею бідності перебувало 16,6 % осіб, у тому числі 29,3 % дітей у віці до 18 років та 11,4 % осіб у віці 65 років та старших.
Цивільне працевлаштоване населення становило 1718 осіб. Основні галузі зайнятості: освіта, охорона здоров'я та соціальна допомога — 28,8 %, роздрібна торгівля — 25,3 %, будівництво — 11,6 %, сільське господарство, лісництво, риболовля — 10,0 %.

## Уродженці
- Ілайша Грей (1835—1901) — американський інженер-електрик.